# Alfred Müller (acteur)
Ne doit pas être confondu avec Alfred Muller.
Pour les articles homonymes, voir Müller.
Alfred Müller (né le 4 juillet 1926 à Berlin en Allemagne et mort le 2 décembre 2010  dans la même ville) est un comédien est-allemand. Il a notamment joué au cinéma dans plusieurs grands succès de la DEFA.

## Biographie
Alfred Müller commence sa carrière au théâtre, et notamment dès le milieu des années 1950 au Théâtre Maxime-Gorki de Berlin-Est. Il entame la décennie suivante une fructueuse carrière au sein de la DEFA, compagnie cinématographique est-allemande. Il y campe souvent dans des films d'espionnage des héros socialistes ou antifascistes déterminés, comme dans le célèbre Strictement confidentiel, ou à l'opposé des apparatchiks arrivistes (C'est moi le lapin, Mon cher Robinson). À partir des années 1970, il alterne entre des rôles au théâtre et à la télévision.

## Filmographie partielle
- 1963 : Strictement confidentiel (Streng geheim) de János Veiczi
- 1965 : C'est moi le lapin de Kurt Maetzig
- 1967 : Et l'Angleterre sera détruite de János Veiczi
- 1970 : Signal, une aventure dans l'espace de Gottfried Kolditz
- 1984 : Erscheinen Pflicht de Helmut Dziuba (de)